# Hymenophyllum perrieri
Hymenophyllum perrieri är en hinnbräkenväxtart som beskrevs av Tard. Hymenophyllum perrieri ingår i släktet Hymenophyllum och familjen Hymenophyllaceae. Inga underarter finns listade.